# Vanis Kvabebi
Ne doit pas être confondu avec Vani.

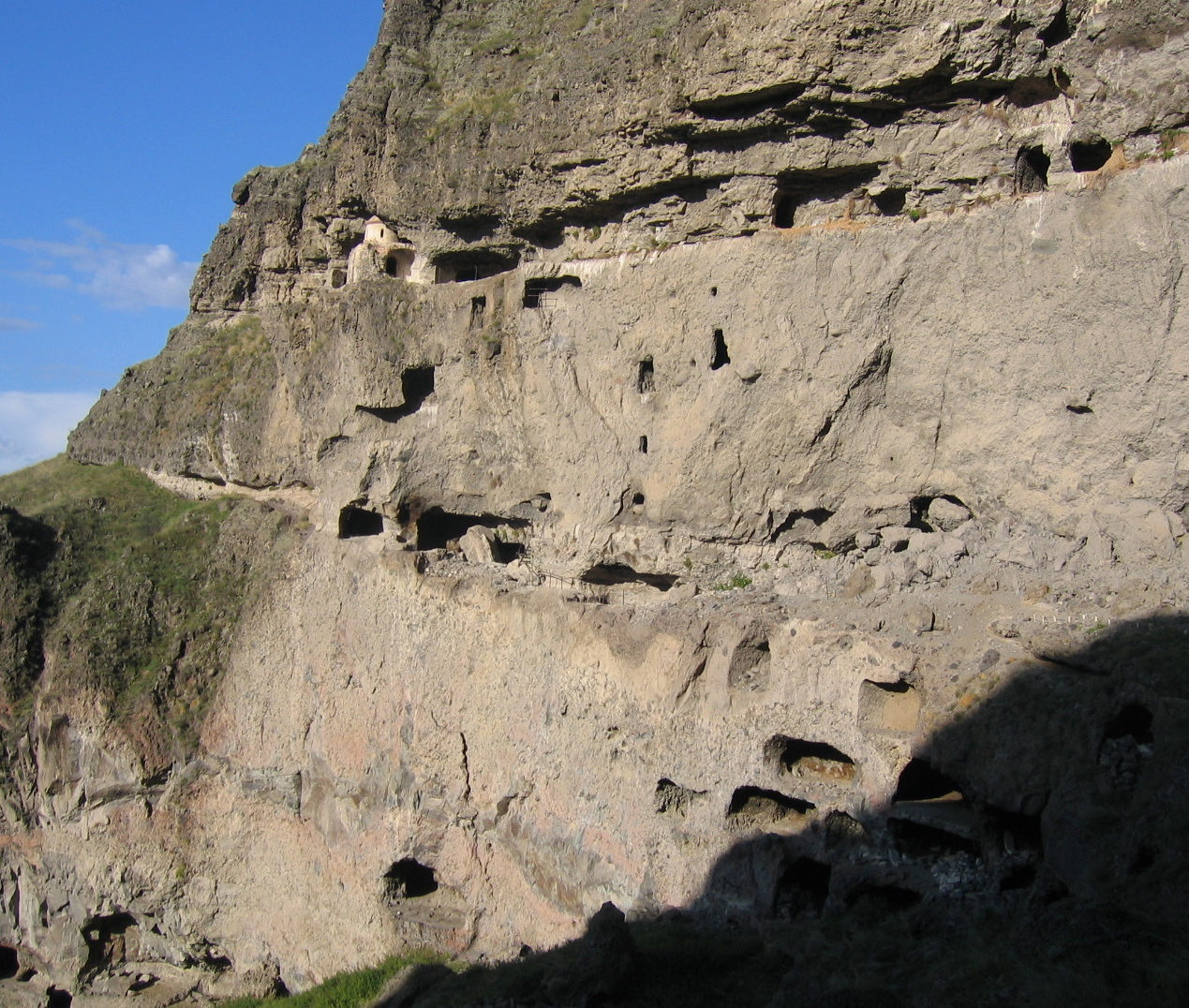
Vue depuis le deuxième niveau de tunnels

Vanis Kvabebi (géorgien : ვანის ქვაბები ; « Grottes de Vani ») est un monastère troglodytique médiéval géorgien, dans la région de Samtskhé-Djavakhétie, près de la ville d'Aspindza et du monastère de Vardzia. Il est constitué d'un labyrinthe de tunnels disposés sur plusieurs niveaux à flanc de montagne ; il comprend également un rempart et deux églises.

## Histoire
Les premières cellules datent du VIIIe siècle. Il s'agrandit jusqu'au XIe siècle, malgré la destruction de la partie centrale par un tremblement de terre en 1089. Il est reconstruit et continue à s'agrandir au XIIe siècle ; l'enceinte est restaurée en 1204. Un nouveau séisme frappe le monastère en 1283 et la restauration se poursuit aux XIVe et XVe siècles. 
À partir du XVIe siècle, il est régulièrement victime de pillages par les envahisseurs.